# Bernhard Heukamp

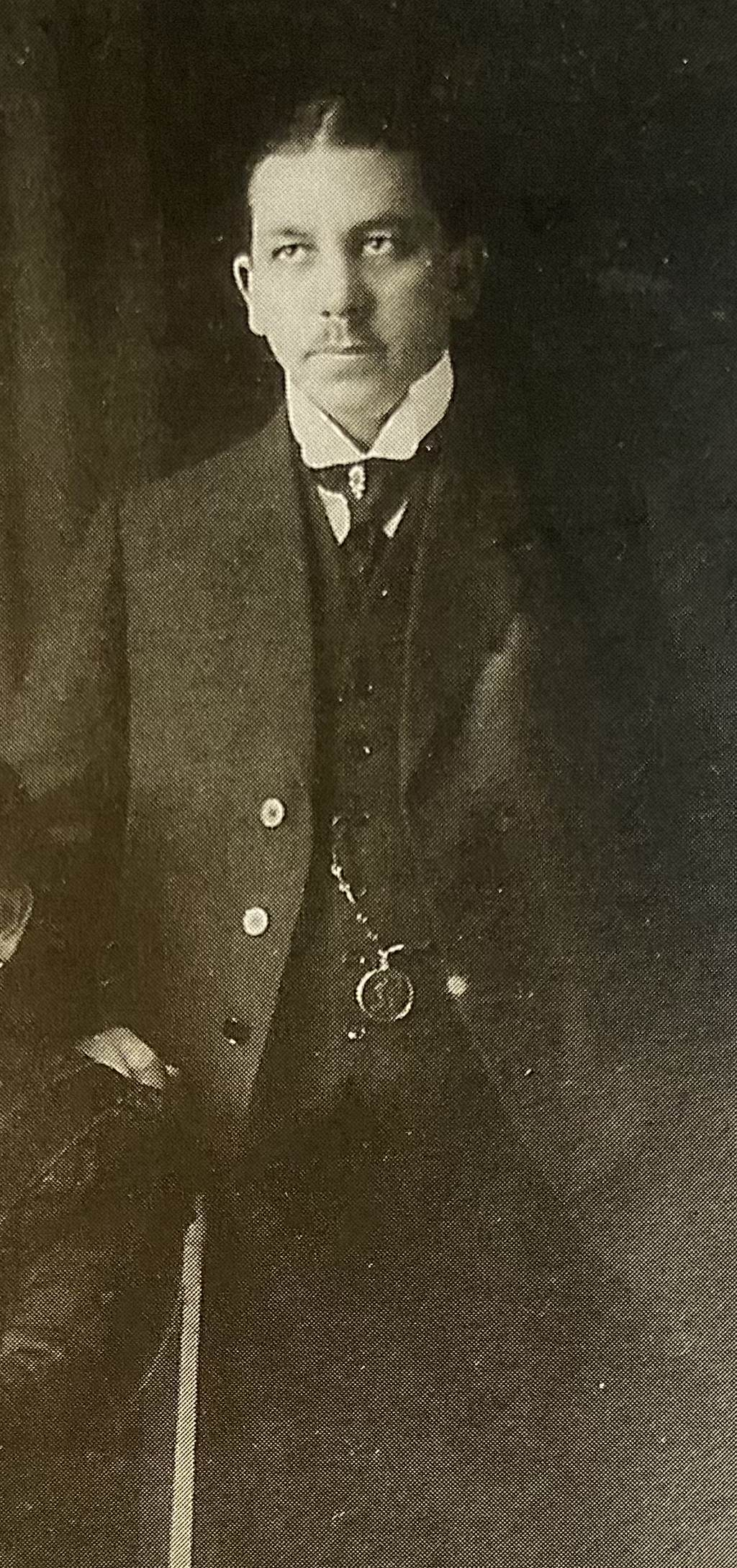
Bernhard Heukamp auf einem Familienfoto (vor 1918)

Bernhard Heukamp (* 12. Januar 1884 in Cloppenburg; † 1946 ebenda) war ein deutscher Politiker (Zentrum) und Bürgermeister der Stadt Cloppenburg.

## Leben und politische Karriere
Heukamp wurde am 12. Januar 1884 als Sohn eines Bäckers in Cloppenburg geboren. 1904 legte er das Abitur ab und studierte anschließend Theologie und Rechtswissenschaften in Innsbruck, Breslau und Münster. 1912 promovierte er in der Rechtswissenschaft in Münster zum Thema Die Grade im ehelichen Güterrecht des Sachsenspiegels und des älteren Magdeburger Rechts. Nach einer Tätigkeit als Rechtsanwalt in Quakenbrück ab 1913 siedelte er nach Cloppenburg über, wo er 1918 Bürgermeister der Stadt wurde.
In seine Amtszeit fielen verschiedene Großereignisse in der Stadt Cloppenburg, so der Oldenburger Katholikentag und die Hitlerkundgebungen in der Münsterlandhalle. Weiterhin stand er Cloppenburg in der Zeit des Kreuzkampfes und der Auseinandersetzungen des Nationalsozialismus mit den Kirchen als Bürgermeister vor. Infolge seiner Haltung in diesen Auseinandersetzungen wurde er 1938 abgesetzt.
Nach dem Zusammenbruch des Dritten Reiches wurde er von der britischen Militärregierung 1945 wieder als Bürgermeister eingesetzt und verblieb bis zu seinem Tod 1946 im Amt.

## Verhältnis zum Nationalsozialismus
1930 ließ Heukamp eine NSDAP-Liste nicht zur Kommunalwahl zu, was zu einer Wiederholung der Wahl führte. Anlässlich einer Wahl im Jahre 1932 lehnte er die Zulassung von Nationalsozialisten als Wahlvorsteher und Wahlbeisitzer ab, was von Kreisleiter Leonhard Niehaus dem damaligen NSDAP-Ministerpräsidenten von Oldenburg, Carl Röver, mit der Bitte um Konsequenzen angezeigt wurde.
Der NSDAP stand Heukamp also skeptisch gegenüber, trat jedoch zum 1. Mai 1933 in die Partei ein (Mitgliedsnummer 2.859.871), um sein Amt weiter ausüben zu können. Tatsächlich setzten die Nationalsozialisten ihn zunächst als Amtsvorstand ab, gestatteten im Juni 1933 mit Hinblick auf die besonderen, kirchenpolitischen Begebenheiten in Cloppenburg und seiner Erfahrung als Amtsinhaber seine erneute Wahl zum Bürgermeister.
Nachdem es bereits 1936 im Rahmen des Kreuzkampfes zu Reibereien zwischen den lokalen NS-Machthabern und den tradierten Eliten gekommen war, bedingten die schlechten Abstimmungsergebnissen in der sogenannten Volksabstimmung zum Beitritt Österreichs, die Probleme bei der Abschaffung der konfessionellen Schule und der Schulstreik in Goldenstedt den endgültigen Bruch. Heukamp musste auf Druck des Amtshauptmannes Münzebrock seine Versetzung in den Ruhestand beantragen. In der Folge versuchte Münzebrock Heukamps erneute Niederlassung als Rechtsanwalt in Cloppenburg zu verhindern.

## Familie
Heukamp entstammte einer angesehenen Cloppenburger Familie und hatte vier Brüder und eine Schwester. Die Schwester verstarb kurz nach der Geburt, ein Bruder im Alter von 26 Jahren. Alle vier überlebenden Söhne absolvierten eine akademische Laufbahn und schlossen mit der Promotion ab. Sein Bruder Hermann Heukamp war Minister für Landwirtschaft, Ernährung und Forsten in Nordrhein-Westfalen. Heukamp heirate 1920 Agnes Dinklage aus Peheim, mit der er zwei Kinder hatte.

## Ehrungen
In Cloppenburg ist die Bürgermeister-Heukamp Straße nahe des Rathauses nach ihm benannt.